# Ben's Chili Bowl
Ben's Chili Bowl là một nhà hàng nổi tiếng ở Washington, DC, tọa lạc tại số 1213 Phố U, cạnh Nhà hát Lincoln, trong Hành lang Phố U (hay còn gọi là khu phố Cardozo/ Shaw) của Tây Bắc DC. Sữa lắc là một phần không thể thiếu trong lịch sử của khu phố kể từ khi thành lập vào năm 1958. Nhà hàng được cả cảnh sát và người biểu tình thường xuyên lui tới trong cuộc bạo loạn ở Washington, DC năm 1968, và thường xuyên được những người nổi tiếng như Anthony Bourdain và Chris Tucker đến thăm.
Vào tháng 1 năm 2009, Thị trưởng Washington, D.C. Adrian Fenty đã đưa Tổng thống đắc cử lúc đó là Barack Obama đến ăn tại Ben's như một phần chào mừng ông đến thành phố.